# Gente (periodico)
Gente è una rivista di attualità italiana. Fondata nel 1957 e originariamente edita da Rusconi, dal 2011 è di proprietà del gruppo editoriale Hearst Magazines Italia.

## Storia
Il periodico fu fondato da Edilio Rusconi dopo la sua lunga direzione del settimanale Oggi. Licenziato dall'editore Rizzoli, egli decise di lanciare un suo settimanale riprendendo il modello di quello che aveva già diretto. Con lo stampatore Pietro Paolazzi creò la casa editrice «Rusconi e Paolazzi» e lanciò il nuovo settimanale.
Il primo numero di «Gente» uscì il 2 ottobre 1957. Il periodico, che all'inizio recava il sottotitolo "Settimanale di politica, attualità e cultura", poi modificato in "Settimanale di attualità", si impose in poco tempo all'attenzione del pubblico proponendo la formula del giornalismo popolare, già collaudata dallo stesso Rusconi, che qui venne ulteriormente potenziata: argomenti d'attualità illustrati con grandi fotografie, buoni sentimenti, revival monarchico, "Dio e la famiglia" e poi le vite favolose dei divi dello spettacolo, del cinema e della televisione. Il settimanale ottenne la collaborazione di Papa Pio XII e superò il concorrente «Oggi» nelle vendite.
Gli stessi temi cari al settimanale venivano ripresi anche da un altro mensile correlato: «Gente Mese», pubblicato dal 1985 al 2006, che proponeva numeri monografici corredati da ampi apparati fotografici, che vertevano principalmente su temi di attualità e ricorrenze particolari (anniversari o matrimoni celebri), talora dedicati alle coppie reali e alle stelle del mondo dello spettacolo e della televisione. Negli anni settanta la tiratura sfiorò le 400 000 copie.
Nel febbraio 1999 Alberto Rusconi, figlio del fondatore, vendette il Gruppo Rusconi, con «Gente», al Gruppo francese Hachette, il quale nel 2011 cedette a sua volta tutto il ramo d'azienda contenente oltre 100 testate, tra cui le riviste italiane, a Hearst Corporation. Dal 2006 al 2021 la rivista è stata diretta per la prima volta da una donna, Monica Mosca. Dal febbraio 2023 il direttore è Umberto Brindani, che già aveva ricoperto tale ruolo nel 2004. Con l'inizio del 2025, Gente aggiunge un tassello alla sua lunga storia, aprendo a febbraio il proprio sito web gente.it, sotto la guida di Davide Burchiellaro.

## Direttori
- 1958-60: 70 lire;
- 1963-1965: 100 lire;
- 1966-1967: 120 lire;
- 1968: 130 lire;
- 1969-1970: 150 lire;
- 1971: 180 lire;
- 1972: 200 lire;
- 1973-1974: 250 lire;
- 1975: 300 lire;
- 1975-1976: 400 lire;
- 1977-1978: 500 lire;
- 1979-1980: 600 lire;
- 1981: 800 lire;
- 1982-1983: 1 000 lire;
- 1984: 1 500 lire;
- 1985-1986: 1 800 lire;
- 1987: 2 000 lire;
- 1988: 2 200 lire;
- 1989: 2 300 lire;
- 1991: 2 500 lire;
- 1992-1994: 2 700 lire;
- 1994-1995: 2 800 lire;
- 1995-1997: 3 000 lire;
- 1998: 3 200 lire;
- 2001-2003: 3 300 lire o 1,7 euro;
- 2008: 1,9 euro;
- 2009-2017: 2 euro.

La cronologia dei direttori che si succedettero dalla fondazione è la seguente: 
- Edilio Rusconi (dal 1957 al 1979),
- Antonio Terzi (dal 1979 al 1981),
- Gilberto Forti (dal 1981 al 1983),
- Sandro Mayer (dal 1983 al 2003),
- Umberto Brindani (dal 2004 al 2005),
- Pino Aprile (dal 2005 al 2006),
- Monica Mosca (dal 2006 al 2021),
- Rossella Rasulo (dal 2021 al 14 febbraio 2023)[8][9]
- Umberto Brindani, 2ª volta (15 febbraio 2023 - in carica)[10]

## Firme
Della prima redazione di Gente hanno fatto parte Gilberto Forti, Livio Caputo, Enzo Fabiani, Domenico Campana, Benedetto Mosca, Giorgio Pisanò, Orsola Fenghi, Lorenzo Vincenti, Giulio Orecchia e Carlo Palumbo. In seguito si sono aggiunti Luigi Vacchi, Giovanni Carli Ballola, Lucio Lami, Edgarda Ferri e Guido Gerosa.
Al settimanale hanno collaborato, oppure tenuto rubriche, varie personalità della cultura italiana e del giornalismo: Carlo Bo con le recensioni letterarie, Giovanni Bollea, Liana Bortolon, Mario Cervi per l'attualità politica, Maurizio Costanzo come critico teatrale, il farmacologo Silvio Garattini, Rosanna Lambertucci, don Antonio Mazzi, Alessandro Meluzzi, Ippolito Pizzetti, Licia Troisi, Salvatore Veca, e le astrologhe Maria Gardini e Carla Cerri, il critico cinematografico Giuseppe Randazzo.